# Улица Ломоносова (Ижевск)
Улица Ломоно́сова (ранее также Ломоно́совская улица) — улица в Индустриальном районе города Ижевска. Проходит в центре города от улицы Советской до Лихвинцева. Нумерация домов ведётся с юга на север, от Советской улицы. Протяжённость — около 600 метров.

## История
Улица образовалась в конце XIX века. В связи с расположением к востоку от 11-й улицы она получила следующий за ней порядковый номер — 12-я улица. 13 декабря 1918 года Революционный гражданский совет Ижевска переименовал её в Ломоносовскую улицу — в честь русского учёного, мыслителя и поэта Михаила Васильевича Ломоносова. В такой форме, однако, новое имя не прижилось и со временем утвердилось название улица Ломоносова.
В ноябре 2011 года в связи с 300-летием со дня рождения учёного на улице возле 6-го корпуса Удмуртского университета был открыт памятник М. В. Ломоносову.

## Описание
Улица находится в Индустриальном административном районе удмуртской столицы, в Центральном жилом районе, располагаясь между Удмуртской улицей с одной стороны и бульваром Гоголя с другой. Начинается на Советской улице и следует от неё на север до улицы Лихвинцева. Пересекает Красногеройскую улицу.
Улица застроена административными, культурными, научными зданиями, а также жилыми домами высотой до 5 этажей. Влоль чётной стороны улицы расположены несколько корпусов Удмуртского государственного университета.

## Примечательные здания и сооружения
По нечётной стороне
- № 5 — Министерство социальной политики и труда Удмуртии
- № 5Б — Республиканский музыкальный колледж
- № 9 — Государственный театр кукол Удмуртской Республики
- № 9А — Министерство по физической культуре, спорту и молодёжной политике Удмуртии
- № 21А — Спортивная школа олимпийского резерва № 3

По чётной стороне
- № 4 — Удмуртский институт истории, языка и литературы Уральского отделения Российской академии наук
- № 4Б — Учебно-научная библиотека УдГУ имени В. А. Журавлёва
- Памятник М. В. Ломоносову

## Транспорт
По улице не проходят маршруты городского общественного транспорта. Неподалёку располагается остановка «Удмуртский государственный университет», до которой следуют троллейбусы № 2, 14, автобусы № 12, 22, 27, 79, 308, а также маршрутные такси № 50, 53, 68.

## Галерея

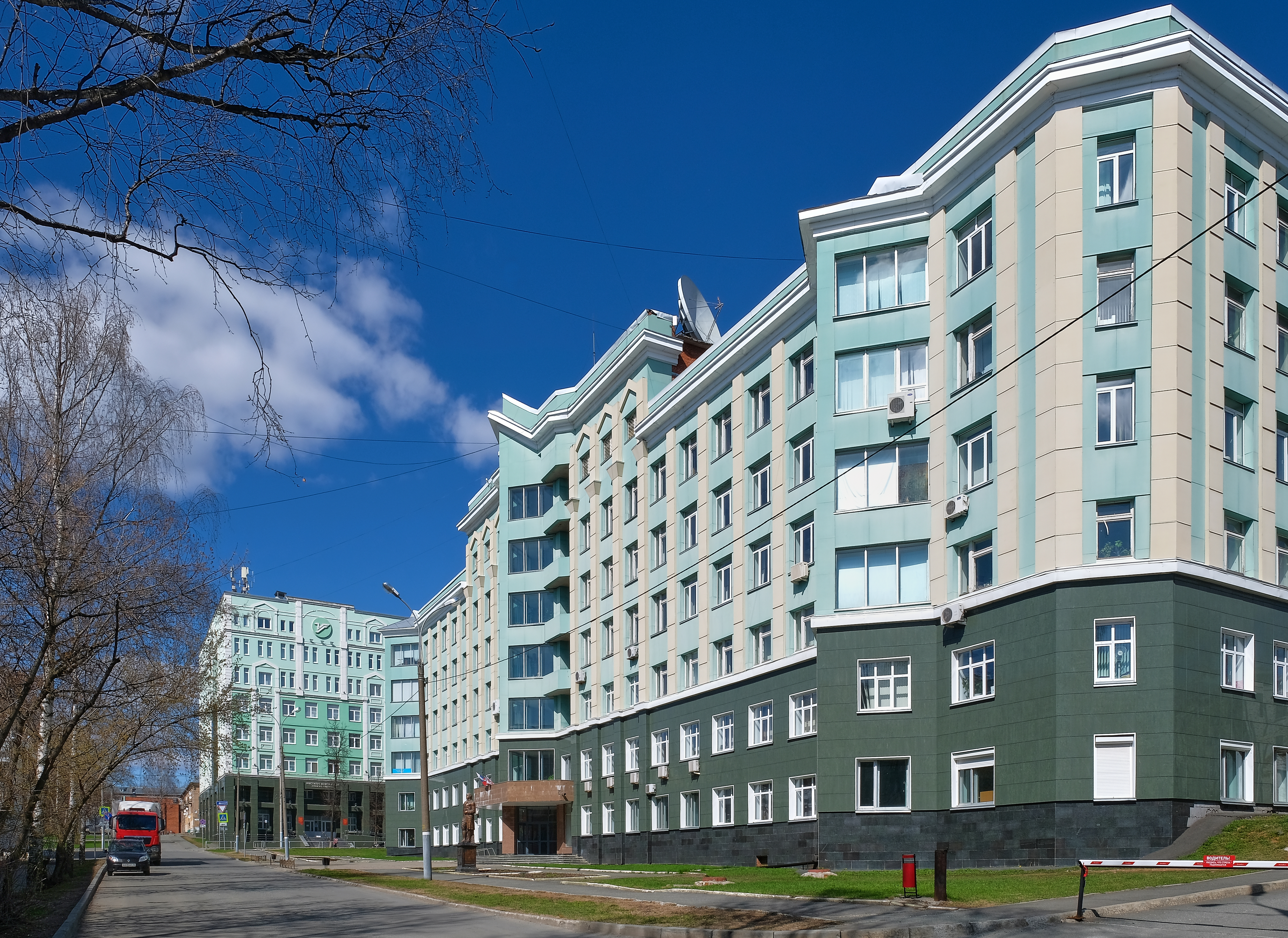
Учебные корпуса УдГУ
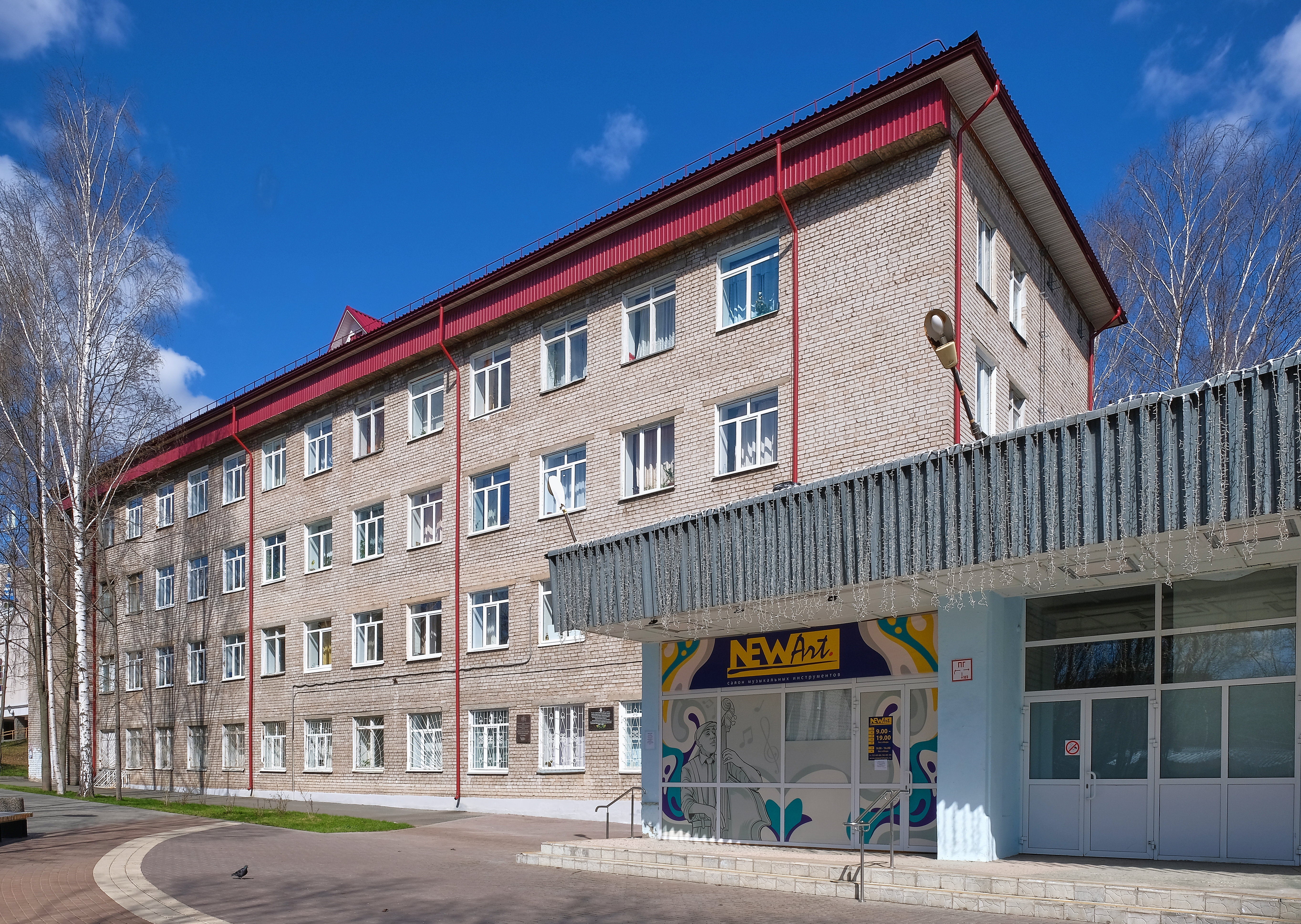
Республиканский музыкальный колледж
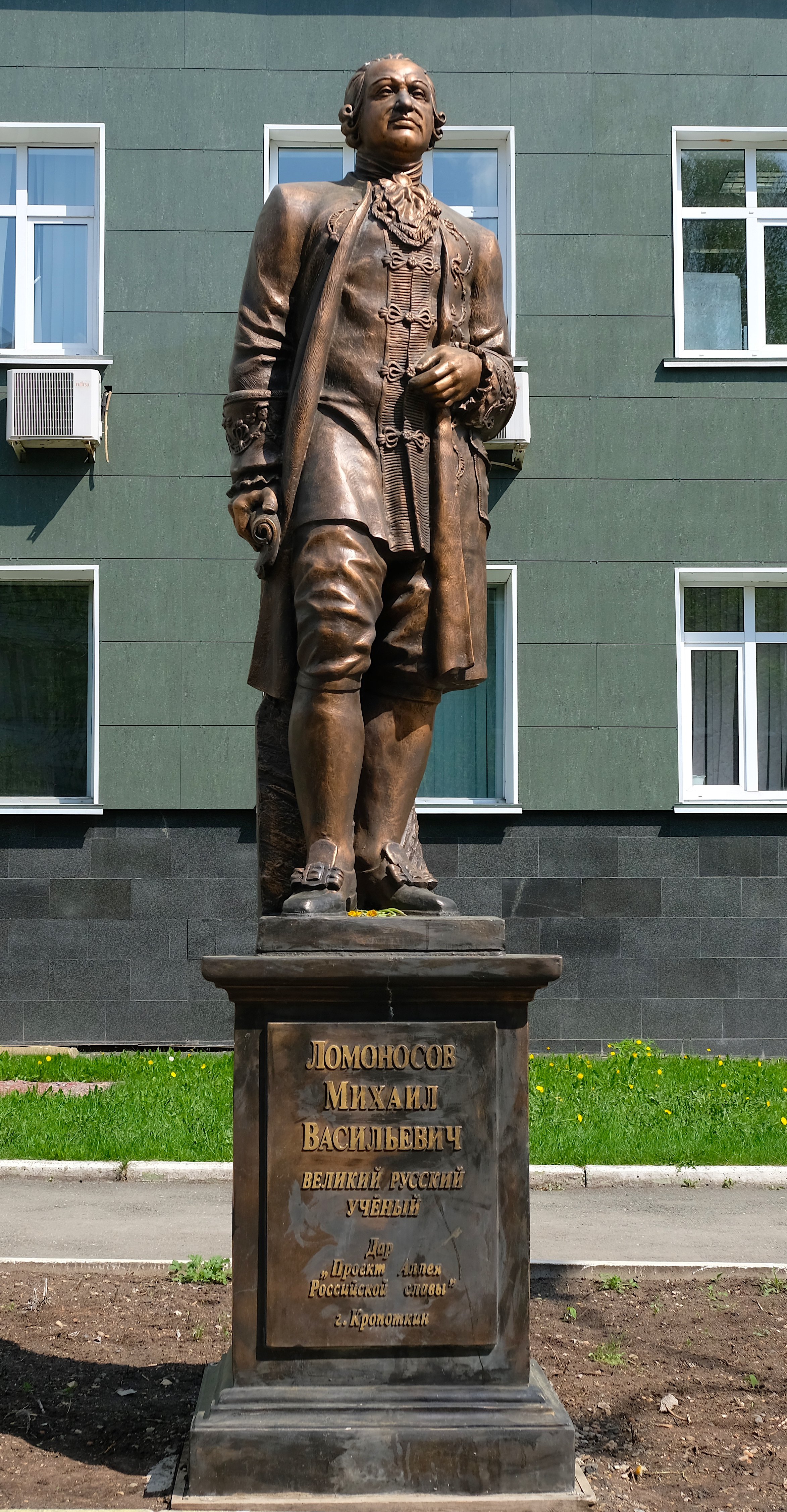
Памятник Ломоносову
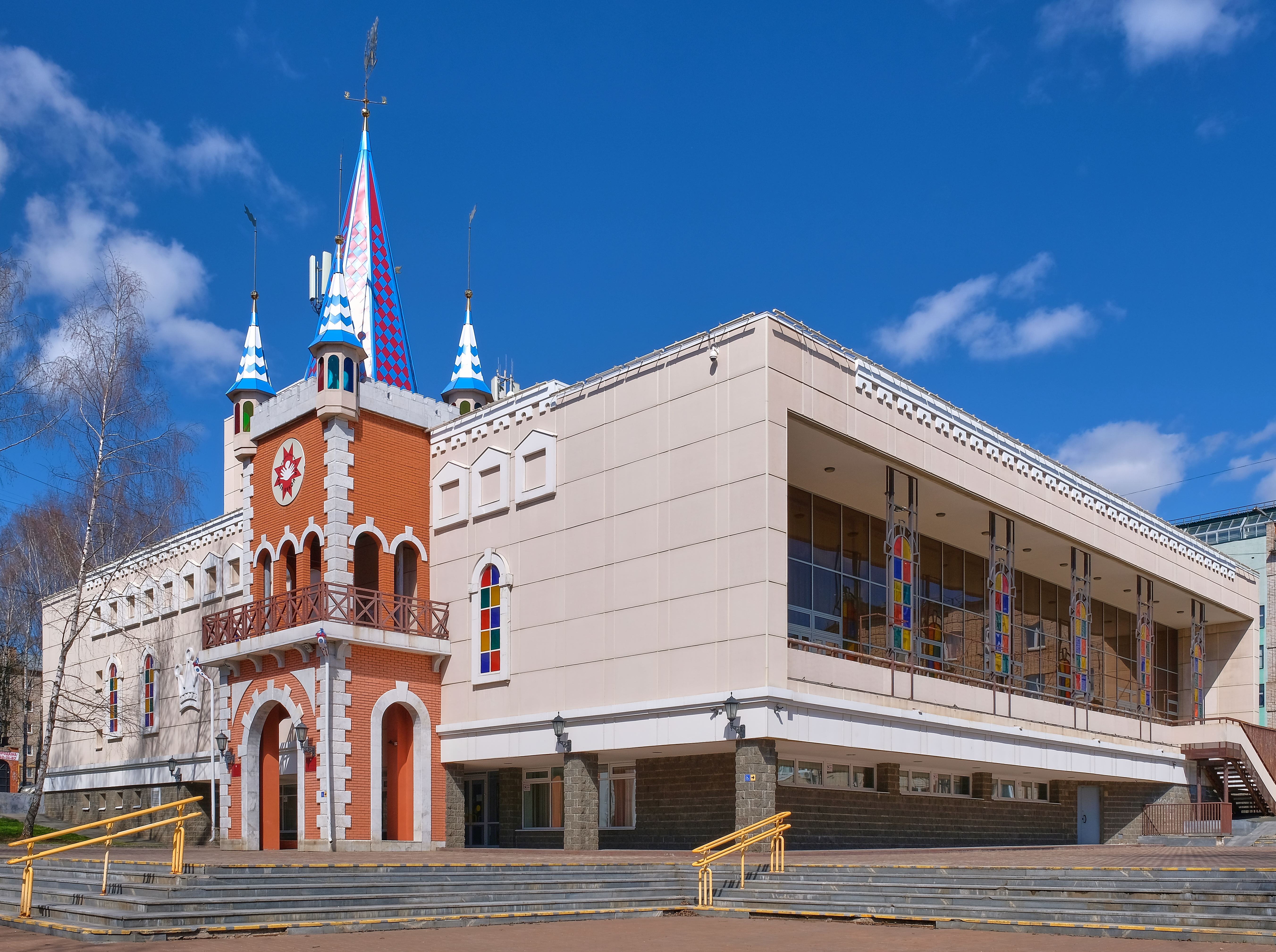
Кукольный театр Удмуртии